# Lago Conchas
Lago Conchas (en inglés: Conchas Lake) es un lago artificial de 25 millas (40 km) de largo en el noreste de Nuevo México, detrás de la represa de Conchas en el río Canadian. El lago tiene una elevación de 4.200 pies (1.309,2 metros) y una superficie de 9.600 acres.
La represa de Conchas fue terminada en 1939 por el Cuerpo de Ingenieros del ejército de Estados Unidos.
Al lado del lago esta el parque estatal del lago Conchas, que se divide en dos áreas separadas, al norte y al sur. El parque estatal tiene nueve rampas para botes públicos: cinco en la zona norte y cuatro en la zona sur.